# 化学兵器の開発、生産、貯蔵及び使用の禁止並びに廃棄に関する条約
化学兵器の開発、生産、貯蔵及び使用の禁止並びに廃棄に関する条約（かがくへいきのかいはつ、せいさん、ちょぞうおよびしようのきんしならびにはいきにかんするじょうやく、英語: Chemical Weapons Convention, CWC）は、1993年に署名され、1997年に発効した国際条約である。日本語の通称は化学兵器禁止条約。以下、原則として化学兵器禁止条約の表記を用いる。

## 概要
化学兵器の開発・生産・貯蔵・使用を全面的に禁止するとともに、すでに存在する化学兵器および化学兵器生産施設を条約発効ののち原則として10年以内にすべて廃棄すること、一定の設備を持つ化学産業施設に対する検証措置をおこなうこと等を定めている。また、1925年1月1日以降に他国領域内に同意なく遺棄した化学兵器についても廃棄処理を行うこととされており、遺棄国に処分に必要な費用や技術の提供を義務付けている。
1993年1月13日にパリにおいて署名がなされ、1997年4月29日に発効した。実効的な検証制度を有することも特徴であり、条約の発効とともに、その第8条に基づき、オランダのハーグに査察実施機関の化学兵器禁止機関（OPCW）が設置された。

## 締約国
- 2021年1月現在の締約国数は193カ国で、北朝鮮、エジプト、南スーダンが未締結である[1]。

### 各国ごとの事情

#### 日本
1993年1月13日に署名し、1995年4月の国会承認後の1995年9月15日に批准した。対応する国内法規として、化学兵器の禁止及び特定物質の規制等に関する法律が1995年より施行、うち申告等手続等は条約発効後の1997年に施行されている。

## 例外
化学兵器禁止条約第2条9項の規定により、以下の目的については例外が認められている。
- 工業、農業、研究、医療又は製薬の目的その他の平和的目的
- 防護目的、すなわち毒性化学物質及び化学兵器に対する防護に直接関係する目的
- 化学兵器の使用に関連せず、かつ化学物質の毒性を戦争の方法として利用するものではない軍事的目的
- 国内の暴動の鎮圧を含む法の執行のための目的

警察などが暴徒鎮圧に催涙ガスを使用しても条約違反にならないのは、この条項の「国内の暴動の鎮圧を含む法の執行のための目的」による物である。そのため、解釈によっては国内のテロリストなどに対して、化学兵器を使用することは違法行為ではない。

## 歴史
戦争時における化学兵器の使用禁止は、すでに1925年のジュネーヴ議定書で謳われているが、開発・生産・貯蔵といった行為は禁止項目ではなく、そのために化学兵器の開発や生産が米国やソ連、日本などによって行われていた。とくに第二次世界大戦後は、米ソの冷戦の激化にともない、大量の化学兵器が両国によって開発・生産・貯蔵される状態が続いた。
国際社会はBC兵器を問題視し、規制議論が行われ、1966年の国際連合総会において、「化学兵器及び細菌兵器の使用を非難する決議」が採択され、生物兵器については、1975年には生物兵器禁止条約が発効したが、化学兵器については遅れていた。
イラン・イラク戦争や湾岸戦争における化学兵器の使用あるいは使用の疑惑といった状況を背景にして、化学兵器の使用だけではなく、開発から生産、貯蔵までをも禁止するべきだとの国際世論が高まり、化学兵器禁止条約の署名に到った。